# Ludovico Scarampi Mezzarota
Ludovico Scarampi Mezzarota, nato Lodovico Trevisan o Trevisano (Venezia, 14 novembre 1401 – Roma, 22 marzo 1465), è stato un cardinale, condottiero, medico e patriarca cattolico italiano.

## Biografia
Il suo vero nome era Ludovico Trevisano, perché figlio del medico veneziano Biagio Trevisano. Ma essendo da oscuri natali assurto ad alte cariche ecclesiastiche (divenne anche cardinale camerlengo sotto quattro papi), prima utilizzò il cognome Mezzarota, della più nobile famiglia materna, e poi Scarampi, famiglia nobile di Asti, per aver, all'uopo, nominato suoi eredi i rampolli Scarampi Niccolò e Luigi imparentati con i Pitti di Firenze.
Studiò a Padova arti liberali e poi, come il padre, conseguì il dottorato in arti e medicina all'Università di Padova il 9 luglio 1425. Successivamente divenne medico privato del cardinale Gabriele Condulmer poco prima che divenisse papa con il nome di Eugenio IV e lo seguì a Roma divenendone l'archiatra.
Col tempo Ludovico si guadagnò la fiducia del pontefice che, da questioni puramente mediche, con lui prese a discutere tutti gli affari più delicati. Per questo fu esentato dalla pratica della medicina e avviato alla carriera ecclesiastica con l'ordinazione sacerdotale e un canonicato a  Padova nell'aprile del 1435 seguito poi dalla promozione a vescovo di Traù il 24 ottobre 1435. Non mise mai piede nella sua sede vescovile che lasciò in amministrazione a un vicario.
Dopo che Giovanni Maria Vitelleschi fu nominato prefetto delle armi pontificie e quindi costretto, per ragioni di servizio, a cedere l'arcivescovado di Firenze, il papa che dopo due anni circa di soggiorno a Firenze si era trasferito a Bologna, il 6 agosto 1437, nominò arcivescovo di Firenze Ludovico col beneplacito di Cosimo de' Medici con cui frattempo, era diventato amico.
Nel settembre del 1437 fu inviato da Eugenio IV in missione diplomatica a Venezia per spiegare le posizioni del Pontefice rispetto al concilio in corso e la ragione della volontà di trasferirlo a Ferrara. Scarampi ottenne dai veneziani la concessione del salvacondotto per coloro che si sarebbero recati a Ferrara passando per il territorio della repubblica, e l'autorizzazione ad armare alcune galee e a reclutare arcieri veneti per rinforzare le difese di Costantinopoli durante l'assenza dell'imperatore Giovanni VIII che doveva presenziare al concilio.
I buoni servizi svolti valsero a Ludovico, il 18 dicembre 1439, la nomina a patriarca di Aquileia che comportava una rendita di 4.000 ducati annui e, poco dopo, l'11 gennaio 1440, con apposita bolla papale, la promozione a camerlengo.
Nello stesso anno, dopo l'oscura vicenda dell'arresto di Vitelleschi, lo sostituì alla guida delle truppe pontificie che combatterono al fianco della Repubblica di Firenze nella Battaglia di Anghiari (29 giugno 1440). La coalizione riportò la vittoria contro la coalizione nemica, formata dai milanesi (guidati da Niccolò Piccinino) e dai fiorentini antimedicei (al comando di Rinaldo degli Albizzi). Il trionfo fu ricompensato il 1º luglio 1440 con la nomina a cardinale del titolo di San Lorenzo in Damaso.
Nel contempo, la notizia della fine del vecchio scisma rafforzò la posizione di Eugenio IV tra gli stati europei ed in particolare in Italia dove il cardinale Ludovico riuscì a raggiungere un accordo con Alfonso V d'Aragona che aveva conquistato il regno di Napoli. Il 14 giugno 1443 si addivenne ad un concordato che fu stipulato a Terracina.
Durante le trattative nacque una duratura amicizia tra il re Alfonso ed il cardinal Scarampi. Per i servigi resi, il 3 settembre 1444 fu ricompensato con la nomina ad abate, cardinale commendatario, dell'abbazia della Santissima Trinità de' La Cava e vescovo di Città de' La Cava.
Successivamente, Ludovico, ormai amico "specialissimo" di Alfonso V, fu dal re nominato anche capitano e governatore generale della demaniale Città de' La Cava.
Il 10 aprile 1445  firma con la Repubblica di Venezia il Concordio, l'atto ufficiale della fine del potere temporale del Patriarcato di Aquileia; in cambio di una rendita annua, riconosce alla repubblica il dominio temporale (eccetto la città di Aquileia, i castelli di San Vito e San Daniele), cede tutti i diritti e mantiene il dominio spirituale.
Il 23 febbraio 1447 morì papa Eugenio IV. Il candidato favorito alla successione era il cardinale Prospero Colonna che godeva dell'appoggio di Alfonso V d'Aragona. Il conclave si tenne a Roma in Santa Maria sopra Minerva. Contrariamente alle aspettative, fu eletto papa (su proposta del cardinale di Taranto Giovanni di Tagliacozzo) Tommaso Parentucelli che assunse il nome di Niccolò V.  L'elezione di Parentucelli fu una scelta di compromesso, gestita dallo Scarampi. Subito dopo l'elezione, Niccolo V inviò i cardinali Scarampi e Condulmer a Tivoli, dove era accampato Alfonso V d'Aragona. Scarampi, riconfermati tutti i precedenti accordi tra il re di Napoli ed il papa Eugenio IV, ottenne da Alfonso V la restituzione di Tivoli e il possesso pontificio di Terracina e Benevento (marzo del 1447). Grazie all'opera dello Scarampi, i rapporti tra Niccolo V e Alfonso d'Aragona si mantennero buoni, quasi privilegiati. Infatti, il papa esentò Alfonso d'Aragona dalla consegna annuale della “bianca chinea” e dalla somma dovuta come riconoscimento della dipendenza feudale del regno di Napoli dal pontefice.
Potentissimo, nel 1451 comprò a Padova l'Arena per farne la sua abitazione.
Il 16 maggio 1454 il cardinale ottenne da Alfonso d'Aragona, nonostante l'opposizione del papa, la commenda dell'abbazia di Montecassino. Il re s'era voluto sdebitare con lo Scarampi che aveva negoziato la sua riconciliazione con il papa e per il prestito di 60.000 ducati che aveva ricevuto dal prelato durante la guerra con Renato d'Angiò.

### La crociata
Niccolò V, tormentato e sfinito da lunga malattia, morì il 24 marzo 1455. Il conclave si aprì il 4 aprile, mentre la caduta di Costantinopoli aveva posto in allarme gli stati europei che sentivano la esigenza di una nuova crociata contro i turchi. Ancora una volta, fu il cardinale Scarampi ad influenzare la elezione del papa. La scelta ricadde sul più vecchio dei cardinali Alonso Borja che assunse il nome di Callisto III che subito dopo la sua elezione giurò di dedicarsi alla lotta contro i turchi. Il papa, appena un mese dopo la sua elezione, aveva concluso contratti per il noleggio e la costruzione di galee. A Roma le banchine del fiume Tevere furono trasformate in cantiere navale.
Il 17 dicembre 1455, Calisto III designò il cardinale Scarampi a capitano generale ed ammiraglio della flotta contro i Turchi. La nomina venne celebrata a Roma con feste grandiose. Il 31 maggio 1456, festa di santa Petronilla, lo Scarampi, dopo aver ricevuto dal papa la croce alla spalla, si mosse da Roma con le galee costruite sulle rive del Tevere per andare ad Ostia. Lo scopo della spedizione era, da una parte di proteggere gli abitanti delle isole cristiane nell'Egeo molestate dai turchi.
Per raggiungere quest'ultimo intento, la flotta era senza dubbio troppo debole e per tal motivo il cardinale Scarampi veleggiò verso Napoli, dove aveva da ricevere le 15 galere promesse al papa nell'anno precedente da re Alfonso. La flotta pontificia giunta nel mar Egeo si diresse a Rodi per recare ai cavalieri dell'isola aiuto in denaro, armi e grano, e poi veleggiò verso Chios, poi a Lesbo, Samotracia e Taso, da dove cacciò i presidii turchi lasciandovi truppe pontificie. Stabilì poi il suo quartiere principale a Rodi, dove aveva a disposizione un grande arsenale e sconfisse ripetutamente i Turchi a Rodi, Mitilene, Cipro e Chio.
Il papa tentò invano di trascinare i principi cristiani nella lotta in Oriente, proponendo anche un congresso tra le potenze europee da tenersi a Roma nell'agosto 1458. Il congresso andò a monte per la morte del suo stesso promotore: Callisto III. Il grande assente al conclave fu il cardinale Scarampi che era rimasto a Rodi al comando della flotta pontificia.
Il 19 agosto fu eletto pontefice Silvio Enea Piccolomini che assunse il nome di Pio II.
Solo nel mese di febbraio del 1459 il cardinale rientrò a Roma con un bottino di valore inestimabile ed il 16 marzo raggiunse il papa Pio II a Siena. Nel frattempo erano iniziate le peripezie della guerra di successione al trono di Napoli che ebbero drammatici riflessi anche dentro Roma. Giovanni Antonio Orsini Del Balzo principe di Taranto, per indebolire dentro Roma la signoria del papa Pio II che si era schierato dalla parte di Ferrante I d'Aragona, sobillò la rivolta antipapale delle famiglie dell'Anguillara, dei Savelli e dei Colonna. Ancora una volta, il cardinale Ludovico Scarampi, rientrato con il papa Pio II a Roma il 6 ottobre 1460, alla testa di 5.000 cavalieri fornitigli da Milano, ripristinò l'ordine a Roma.
Pio II ritornato a Roma, nonostante l'aperta contrarietà dello Scarampi, profuse tutte le sue energie per la realizzazione di una nuova crociata che fu il suo ultimo sogno. Giunto ad Ancona, il papa stremato dal viaggio si ammalò di peste e spirò nella notte tra il 14 ed il 15 agosto 1464. Il conclave per la elezione del nuovo papa fu aperto il 28 agosto. A contendersi il soglio pontificio furono i cardinali Ludovico Scarampi e Guillaume d'Estouteville. Ma inaspettatamente al primo scrutinio fu eletto Pietro Barbo che assunse il nome di Paolo II.
Ma «eletto al pontificato il Barbo col nome di Paolo II, acerrimo nemico dello Scarampi, questi tanto se ne dolse, che dopo alcuni mesi per puro affanno se ne morì nel 1465, all'età d'anni 64 non compiuti, e 25 di cardinalato. Alla sua morte uscì per Roma questo motto, che il papato dato al Barbo era la spada che uccideva lo Scarampi, e non altra infermità. Narra il Cardella, che lo Scarampi fu sepolto nella chiesa del suo titolo, dove nottetempo rotta e infranta la tomba di lui da Antonio Tocco canonico di san Lorenzo in Damaso, il cadavere fu spogliato delle vesti e dell'anello cardinalizio; onde il suo sepolcro rimase affatto oscuro e negletto per lo spazio di quarant'anni, finché la liberalità di Enrico Hunis arcivescovo di Taranto fece a proprie spese costruire un magnifico avello, che tuttora esiste nella sagrestia dei canonici di quella basilica, con sottoposta elegante iscrizione».
I cronisti coevi soprannominarono lo Scarampi "cardinal Lucullo". «Non poté il Mezzarota sfuggire, segue lo stesso Cardella, i rimproveri degli scrittori dei suoi tempi, per avere il primo tra i cardinali tenuto cani e cavalli, numerosa famiglia, preziosa suppellettile, e imbandita una mensa lauta e sontuosa; come altresì per essere stato dedito ai conviti e al giuoco, in cui è fama che in una sola notte perdesse con Alfonso re di Napoli otto mila ducati; perdita che non gli apportò alcun pregiudizio, essendo lo Scarampi il più ricco privato d'Italia».
«Lasciò morendo questo cardinale enormi ricchezze, che con testamento a due suoi famigliari e congiunti aveva legate; sennonché il Papa che gli aveva accordata la facoltà di far testamento, annullò la volontà dello Scarampi; e chiamati a succedere negli immobili un fratello e un nipote del trapassato, ordinò che i denari e gli effetti preziosi fossero consumati in opere pie e di pubblica utilità».
Dello Scarampi ci restano stampate due lettere latine ad Ermolao Barbaro.
È sepolto nella chiesa di San Lorenzo in Damaso in Roma.